# Suïcidi de Kira López
Kira López López fou una adolescent barcelonina que es suïcidà el 19 de maig de 2021 als quinze anys, víctima d'assetjament escolar a l'escola Pare Manyanet de Sant Andreu de Barcelona. El cas, en fase d'instrucció, ha sigut investigat pels Mossos d'Esquadra per saber-ne les causes.
El seu pare, José Manuel López, demandà l'escola per no activar els protocols pertinents. Inicià una campanya amb el nom No es cosa de niños, per regular i prevenir els casos d'assetjament escolar. El novembre de 2022, coincidint amb el Dia Internacional contra la Violència i l’Assetjament Escolar, presentà la iniciativa al Congrés dels Diputats amb 231.000 firmes recollides.